# Beatriz Alcântara
Maria Beatriz Rosário de Alcântara mais conhecida como Beatriz Alcântara (Fortaleza, 9 de fevereiro de 1943) é uma professora, ensaísta, contista e poetisa brasileira, membro da Academia Cearense de Letras.

## Biografia
Filha de José da Fonseca Rosário Dias e Maria Beatriz Barreiros Rosário Dias. Fez seus estudos iniciais na Escola do Parque da Criança; complementou sua formação intelectual em Portugal, no Colégio São José e no Liceu Maria Amélia Vaz de Carvalho, de Lisboa. Casada com Lúcio Gonçalo de Alcântara, eminente figura política do Estado do Ceará, é mãe do deputado Leonardo Rosário De Alcântara.
Possui cidadania luso-brasileira. Licenciada em Letras pela Faculdade de Filosofia, Ciências e Letras da Universidade Federal do Ceará com especialização em Programação e Planejamento Educacional. É mestre em Literatura pela Universidade de Brasília. Tem cursos realizados na Suíça, Portugal e França. Foi professora de Literatura de vários colégios de Fortaleza e da Universidade Estadual do Ceará.
Filiada a várias sociedades literárias. Atualmente é presidente da Rede Feminina do Instituto do Câncer do Ceará. Ingressou na Academia Cearense de Letras no dia 30 de novembro de 1994, sendo recepcionada pela acadêmica Marly Vasconcelos. Ocupa a vaga deixada pelo acadêmico Newton Gonçalves, cadeira número 16, cujo patrono é o escritor Franklin Távora. Participa do Grupo Seara de Literatura, da AJEB (Associação das Jornalistas e Escritores do Brasil) e Associação dos Escritores do Ceará. É membro honorário da Academia de Letras e Ciências de São Lourenço, Minas Gerais, da Academia Carioca de Letras e da União Brasileira de Escritores, e diretora cultural da Academia Fortalezense de Letras.

## Obra
Publicou as seguintes obras: 
- La Revolte Positive de Simone Beauvoir, (1973);
- Boletim de Poesia, (1977),
- Fernando Pessoa e o Momento Futurista de Álvaro Campos, (1985),[13]
- O Outro Lado do Olhar, (1988),
- La Parure, (1992),
- Daquém e Dalém-mar, (1993),[14]
- Academia Brasílica dos Esquecidos, (1993),
- Água da Pedra, (1997),
- O Portal e a Passagem, (1999),[15]
- Amor Nos Trópicos, (2000),
- Folha de Prata, (2002),
- Livre Sintonia, (2005),
- Autos de Natal em Fortaleza, (2007),

## Distinções e homenagens
- Recebeu em 1995 a comenda de Oficial da Ordem Alencarina do Mérito Judiciário do Trabalho,[16]